# Johann Leonhard Aufmuth
Johann Leonhard Aufmuth (* vor 1742 in Deutschland; † nach 1781 in Deutschland) war ein Bildhauer der in Frankfurt am Main lebte und arbeitete.

## Leben

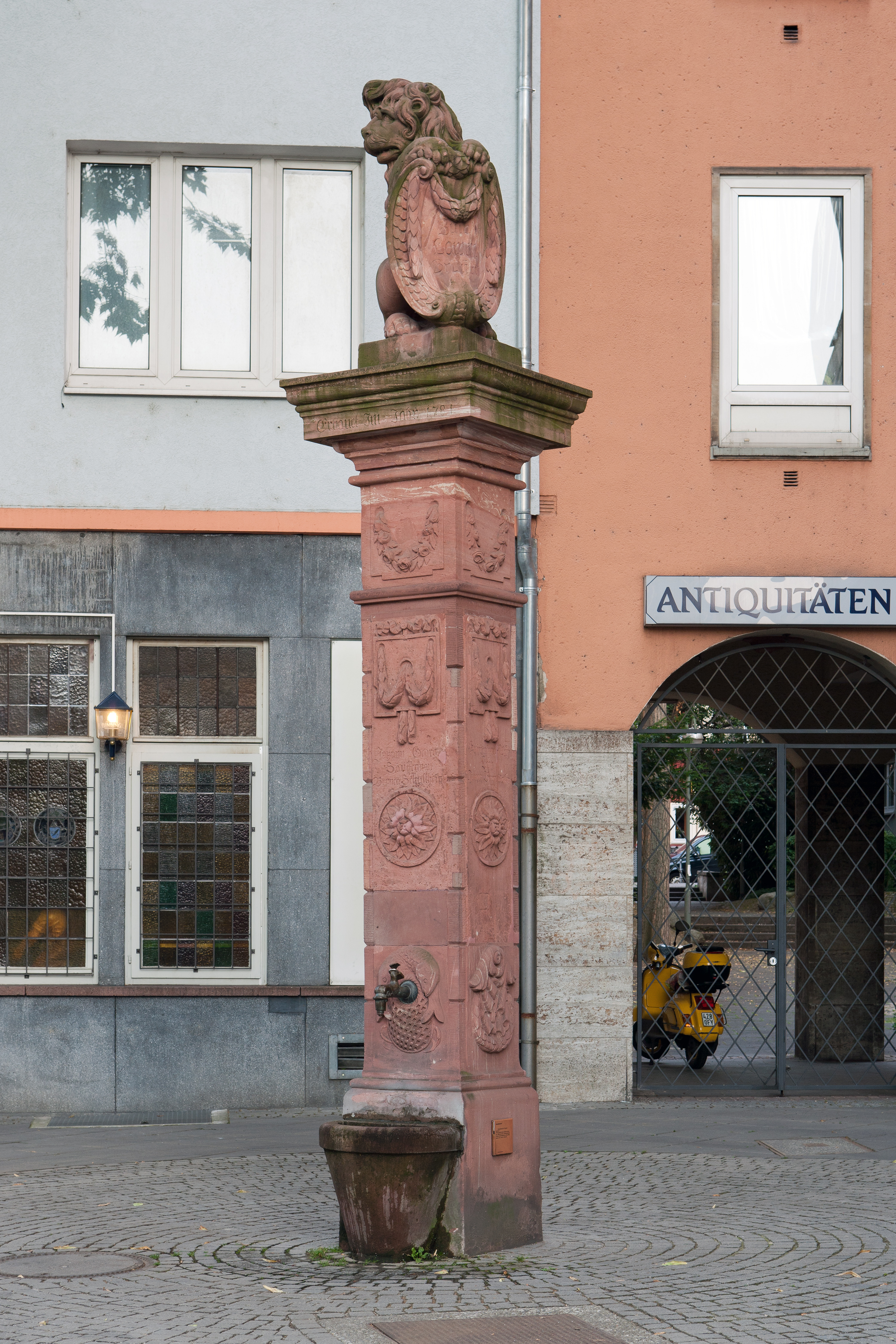
Der Löwenbrunnen in der Fahrgasse

Über Aufmuth ist wenig bekannt. Sein Vater Johann Michael Aufmuth (* um 1710, † 1756) und sein Bruder Bernhard Aufmuth wirkten auch als Bildhauer in Frankfurt. Aus erhaltenen Rechnungen aus dem Jahre 1742 ist ersichtlich, dass ein Aufmuth als Bildhauer an dem Neubau der Kaiserstiege im Frankfurter Rathaus, dem Römer, anlässlich der Kaiserkrönung von Karl VII. mitwirkte. Im ältesten Adressbuch Frankfurts aus dem Jahre 1772 wird Johann Leonhard Aufmuth zum ersten Mal erwähnt.
1778 war Aufmuth an der umfangreichen Renovierung der Katharinenkirche in Frankfurt am Main beteiligt. Möglicherweise handelt es sich dabei aber auch um eine Verwechslung mit Bernhard Aufmuth oder beide arbeiteten an der Kirche. 1779 fertigte Johann Leonhard Aufmuth in der Johanniskirche in Frankfurt-Bornheim die hölzerne Kanzel mit Altar und Aufbauten (Kanzelaltar mit zwei Engeln). Von ihm stammt auch ein Adler am Orgelgehäuse, der später im östlichen Treppenturm untergebracht wurde.
1781 war Johann Leonhard Aufmuth für die künstlerische Ausführung des Löwenbrunnen vor dem heutigen Haus Fahrgasse Nr. 27 verantwortlich (die Errichtung übernahm der städtische Steinmetzmeister Johann Leonhard Arzt). Der Brunnen wurde im 19. Jahrhundert zu einem Pumpenbrunnen umgestaltet und verändert. Zwischenzeitlich waren die verbliebenen Teile im Depot des Städtischen Bauamts eingelagert. Seit einer Umrüstung im Jahr 2022 dient der Löwenbrunnen als offizieller Trinkwasserbrunnen.